# غاري تايلور (صحفي)
غاري تايلور (بالإنجليزية: Gary Taylor)‏ هو صحفي أمريكي، ولد في 4 مارس 1947.